# Unterseeboot 15 (1911)
Pour les articles homonymes, voir Unterseeboot 15.
Le sous-marin allemand Unterseeboot 15 (Seiner Majestät Unterseeboot 15 ou SM U-15), du type U 13, a été construit par la Kaiserliche Werft de Dantzig, et lancé le 18 septembre 1911 pour une mise en service le 7 juillet 1912. Il a servi pendant la Première Guerre mondiale sous pavillon de la Kaiserliche Marine.

## Histoire
Le 6 août 1914, le SM U-15, ainsi que neuf autres sous-marins, quittent le port de Helgoland pour un premier voyage ennemi contre la Grande-Bretagne. Le 8 août, il aperçoit les cuirassés britanniques HMS Ajax, HMS Monarch et HMS Orion. Une torpille manque le HMS Monarch. C'est la première action de combat d'un sous-marin allemand pendant la Première Guerre mondiale.
Mais le lendemain matin, le SM U-15 est contraint de s'immobiliser en surface au large de la côte de Fair Isle, dans les Shetland, en Écosse, après une panne de moteur.
Alors qu'il était échoué à la surface, le croiseur léger britannique HMS Birmingham repère le sous-marin dans un épais brouillard et peut entendre le martèlement de l'intérieur du sous-marin alors que l'équipage essaie de réparer les moteurs endommagés. Le commandant du Birmingham, Arthur Duff, ordonne à son équipage de faire feu sur le U-boot, mais il manque son coup. Alors que le SM U-15 tente de plonger pour éviter l'attaque, Duff ordonne à son navire d'éperonner le sous-marin à pleine vitesse, le coupant en deux et tuant les 23 membres de son équipage.
Ainsi, le SM U-15 est le premier sous-marin allemand à être perdu pendant la Première Guerre mondiale.

## Commandement
- Kapitänleutnant (Kptlt.) Richard Pohle du 1er août 1914 au 9 août 1914

## Affectations
- Flotille I du 1er août 1914 au 9 août 1914

## Patrouilles
Le SM U-15 a effectué une patrouille de guerre pendant sa vie actif.

## Palmarès
Le SM U-15 n'a ni coulé, ni endommagé de navire ennemi pendant son service actif.